# Pápua új-guineai légierő

Pápua Új-Guinea Hadseregének Légi Hadműveleti Csoportjának zászlaja

Pápua Új-Guinea Hadseregének Légi Hadműveleti Csoportja (angolul: Papua New Guinea Defense Force Air Operations Element), egyike a három műveleti csoportnak, mely Pápua Új-Guinea haderejét alkotja.

## Története
A Logisztikai Légiezred hivatalosan 1975. augusztus 12.-én alakult meg (más források szerint 1988-ban), majd egy hónap múlva kikiáltották Pápua Új-Guinea függetlenségét. Az ezred Lae repterén állomásozott 1991-ig. Jelenleg a Logisztikai Légiszázad a Légi Hadműveleti csoport egyetlen egysége.
Jelenlegi parancsnoka Nancy Wii, a Pápua Új-Guinea Hadseregének első női vezetője.

## Szervezete
- Légi hadműveleti csoport
  - Logisztikai Légiszázad

A Légi hadműveleti csoport része a Haderő Előkészítő Ágának (FPB)

## Fegyverzete

### Aktív eszközök
| Megnevezés      | Változat | Feladatkör                        | Mennyiség | Megjegyzés |
| --------------- | -------- | --------------------------------- | --------- | --- |
| CASA CN–235     | 100M     | teherszállító repülőgép           | 2 db      | - (P2–0501, P2–0502) - 2011-ben vásárolták mindkét gépet Spanyolországtól - 1 db felújítás alatt áll (P2–0501) |
| Bell 212        |          | többcélú helikopter               | 3 db      | - (P2–DFB, P2–DFW, P2–HCW) - A gépeket a Hevilift Helicopters bérli az Ausztrál kormánytól egy védelmi együttműködési program keretében. Eredetileg 2016-ig szólt a bérleti szerződés, amit meghosszabbítottak 2019-ig. - 1 db-ot a rendőrség használ - 1 db tartalék (P2–HCW) |
| PAC P–750 XSTOL |          | utasszállítógép/kiképző repülőgép | 3 db      | - (P2–701, P2–702, P2–703) |

- A PNG véderejének egyik Casa CN-235 szállítógépe az RAAF Fairbairni légitámaszpontján
- A PNGDF IAI Arava típusú, 4X-CUS hívójelű szállítógépe a Skóciai Prestwick repülőretén

### Hadrendből kivont eszközök
| Megnevezés                 | Változat  | Feladatkör                | Mennyiség | Szolgálatba lépés             | Szolgálatból kivonva | Megjegyzés |
| -------------------------- | --------- | ------------------------- | --------- | ----------------------------- | -------------------- | --- |
| Douglas C–47 Dakota        | C–47B     | utas/teherszállítógép     | 7 db      | 1975-1981                     | 1994                 | - (P2–001 - P2–006) - 1 db felszállás közben lezuhant Lae repterén |
| GAF N22 Nomad              |           | utasszállítógép           | 7 db      | 1977-1986                     | 1998                 | - (P2–011 - P2–016) |
| IAI 201 Arava              |           | teherszállítógép          | 3 db      | 1985                          | 2002                 | - (P2–021 - P2–023) - Jelenleg Jackson Field-en tárolják mindhármat, röpképtelen állapotban |
| BELL UH–1 Iroquois         | UH–1H     | csapatszállító helikotper | 5 db      | 1989.08 4db, 1992.07.27. 1 db |                      | - (P2–401 - P2–405) - Az Ausztrál kormány adományozta a helikoptereket - 1 db-ot (P2–404) lelőtt 1994-ben a Bougevilleai hadsereg - a lelőtt helikopter kivételével mindet Jackson Field-en tárolják |
| CASA C–212 Aviocar         | C–212–200 | teherszállítógép          | 1 db      | 1997.02.07                    | 2000.03.06.          | - (N461CA) - a Jackson Field Légibázison tárolják |
| Cessna 337 Super Skymaster | 337A      | utasszállítógép           | 1 db      | 1997.02.21.                   | 2000.04.03.          | - (N6291F) - jelenleg Jackson Field-en tárolják. |
| Junkers W.34               | W.34 di   | utas/teherszállítógép     | 1 db      |                               | 1942                 | - repülőgéproncs (VH-UKW) 1980-ban mentették ki, a PNGDF restaurálási programja keretében Lae repterén áll egy hangárban                                                                             |

## Bázisok
- Jacksons nemzetközi repülőtér - Port Moresby, Pápua Új-Guinea - 1992-
- Lae Nadzab repülőtér - Lae, Pápua Új-Guinea - 1975-1992 (használaton kívül)

## Kapcsolódó Szócikkek
- Pápua Új-Guinea hadereje
- Ausztrália és Óceánia légierői